# Natasha St-Pier (album)
Albums de Natasha St-Pier
Longueur d'ondes
(2006) Tu trouveras... 10 ans de succès
(2009)
Natasha St-Pier est le nom du sixième album studio de la chanteuse acadienne Natasha St-Pier. Il sort finalement le 17 novembre 2008 après avoir été annoncé pour la semaine précédente, en France, en Suisse, en Belgique francophone. Cette fois Natasha décide de changer complètement son style musical pour un style plus urbain, ce changement soudain ne plaira pas à de nombreux fans, l'album sera un échec commercial (à peine 30 000 exemplaires et 2 singles contre 5 dans ces précédents albums). De l'aveu de Natasha elle-même, cet album se veut plus personnel que les précédents, d'où le choix de l'« album éponyme ».

## Historique
D'abord prévu pour s'appeler Embrasse-moi, du titre du premier single extrait de l'album, il deviendra alors L'esprit de famille, encore usité sur de nombreux sites de classements. Ce n'est que mi-septembre 2008 que le titre deviendra officiellement éponyme, l'album s'intitulant pudiquement Natasha St-Pier.

### Polémique
Lors de la sortie de l'album, l'une des photos figurant sur le livret de l'album laisse entrevoir un peu trop légèrement l'un des seins de Natasha St-Pier. Invitée de NRJ, elle explique que, trouvant cette photo très jolie, elle avait décidée de la garder mais avait demandé qu'elle soit retouchée. Manque de chance, c'est la photo originale qui a été envoyée à l'impression. Dans les jours qui ont suivi, Natasha a dû faire rappeler la totalité de ses albums afin de corriger cette malheureuse erreur.

## Pistes
| No  | Titre                       | Paroles                         | Musique                       | Durée |
| --- | --------------------------- | ------------------------------- | ----------------------------- | ----- |
| 1.  | Embrasse-moi[Single]        | Lionel Florence, Patrice Guirao | Pascal Obispo, John Mamann    | 3:09  |
| 2.  | L'Esprit de famille         | Élodie Hesme                    | Pascal Obispo                 | 4:28  |
| 3.  | 1, 2, 3[Single]             | Élodie Hesme                    | Dominique Mattei              | 4:02  |
| 4.  | L'Orient-Express            | Élodie Hesme, Arnaud Garoux     | Antoine Debarge               | 2:55  |
| 5.  | John                        | Élodie Hesme                    | John Mamann, Houssain Chouari | 3:22  |
| 6.  | Pardonnez-moi               | Lionel Florence                 | John Mamann                   | 3:09  |
| 7.  | L'Instinct de survie        | Élodie Hesme, Natasha St-Pier   | John Mamann                   | 3:16  |
| 8.  | Où que j'aille              | Lionel Florence                 | John Mamann                   | 3:29  |
| 9.  | J'irai te chercher          | Lionel Florence, Patrice Guirao | Pascal Obispo, John Mamann    | 3:07  |
| 10. | Les Murmures de la fin      | François Welgryn                | Alain Lanty                   | 3:55  |
| 11. | On veut plus que de l'amour | Patrice Guirao                  | David Gategno                 | 4:04  |

Single.  Titres sortis en single

## Informations sur les chansons
- Embrasse-moi est une chanson incluse dans l'album au tout dernier moment. Elle n'était pas prévue dans la première mouture mais lorsque John Mamann l'a apportée, toute la préparation de l'album s'est vue chamboulée afin de l'intégrer. Elle raconte une histoire de passion dévorante. Alors qu'on sent que c'est un peu la fin d'une histoire, on voudrait tout oublier par un baiser mais on se rend finalement compte que c'est bel et bien la fin[6].
- L'esprit de famille est une chanson séparée en deux couplets qui raconte, dans le premier, les liens de Natasha avec sa famille biologique et, dans le second, ceux qu'elle entretient avec sa « famille musicale »[6].
- Les paroles de 1, 2, 3 contiennent les mots que Natasha voudrait dire à ses enfants. Écrite par Élodie Hesme qui vient à l'époque d'avoir un enfant, cette chanson exprime l'envie qu'un parent peut avoir de mentir à son enfant sur la nature du monde, l'envie de dire que tout est beau alors que ce n'est pas le cas. Elle est une chanson d'espoir, expliquant à l'enfant que s'il veut d'un beau monde, d'une belle vie, c'est à lui de se le créer. La musique accompagnant le morceau, quant à elle, est un savant mélange de douceur et de dureté, d'enfance et de vie d'adulte[6].
- La chanson John est inspirée d'une scène du film Presque célèbre au cours de laquelle la sœur du jeune héros part en voiture, laissant là, sur la pelouse, son petit frère désemparé. Cette scène a alors replongé Natasha dans son propre vécu, lorsque cette dernière a quitté son foyer pour vivre de la musique alors que son jeune frère Jonathan n'avait que 13 ans. Elle s'est alors rendue compte en regardant le film qu'elle l'avait un peu délaissé et a alors raconté cette anecdote à Élodie Hesme, d'où la naissance de cette chanson en l'honneur de ce lien fraternel[6].
- L'instinct de survie est directement lié à la vie de Natasha. Elle y raconte l'histoire de sa famille, de ses ancêtres. De son arrière-grand-père, parti coloniser une partie du Canada en 1931... La chanson exprime que c'est grâce à eux, qui vivaient dans des situations difficiles, qu'elle possède aujourd'hui, comme génétiquement, cet « instinct de survie »[7].
- J'irai te chercher est une chanson d'« amour positif » qui relève des batailles du quotidien où l'on aide, où l'on soutien, où l'on prend sous son aile les personnes qu'on aime, où l'on fait des compromis pour que nos relations durent[6].

## Crédits
Musiciens
- Alain Lanty - piano (piste #10)
- Pascal Obispo - guitares (pistes #1, #2, #4, #8, #10), basse (pistes #1, #2, #4, #8 à #10), synthétiseur (piste #1), piano (pistes #1, #2), chœurs (pistes #1 à #6, #8), claviers (pistes #2, #3, #10)
- Olivier Reine - piano (pistes #3, #5 à #9, #11), basse (pistes #3, #6 à #8), arrangement cordes (pistes #3, #5 à #9), guitares (pistes #4 à #7), chœurs (piste #4), programmation (piste #10)
- X-Cell Ent. - programmation (pistes #1 à #9), claviers (pistes #1 à #9)

Staff d'enregistrement et de production
- Mathieu Daquin - enregistrement, assistant mixage
- Sabine Feutrel - management
- David Gategno - réalisation (piste #11)
- Stéphane Levy-B - mixage
- John Mamann - réalisation (piste #1, #5 à #9)
- Dominique Mattei - réalisation (piste #3)
- Valérie Michelin - management
- Pascal Obispo - réalisation (toutes les pistes), mixage
- Olivier Reine - réalisation (piste #6, #7, #9, #10)
- Miles Showell - mastering
- X-Cell Ent. - réalisation (pistes #1 à #9)

Conception artistique
- Vanessa Filho - photographies
- Maurice Marechal - logo
- Alexandre Saltiel - artwork

### Lieux
Les principaux lieux de conception de l'album sont les suivants :
- Le Studio O sur la commune de Suresnes (Hauts-de-Seine) où l'album est enregistré par Mathieu Daquin et mixé dans son intégralité sous la direction de Stéphane Levy-B et Pascal Obispo assistés de Mathieu Daquin.
- Le Studio Metropolis à Londres où les morceaux sont masterisés par Miles Showell.

## Classements et certifications
| Pays                          | Classement | Temps au hit-parade | Certification | Ventes certifiées | Ventes réelles    |
| ----------------------------- | ---------- | ------------------- | ------------- | ----------------- | ----------------- |
| Belgique (Fr)                 | 16e        | 20 semaines         | -             | (ref nécessaire)  | (ref nécessaire)  |
| France (physique),            | 16e        | 13 semaines         | -             | (ref nécessaire)  | 30 000 ex. vendus |
| France (téléchargement légal) | 12e        | -                   | -             | (ref nécessaire)  | (ref nécessaire)  |
| Suisse                        | 63e        | 2 semaines          | -             | (ref nécessaire)  | (ref nécessaire)  |

## Rééditions
- Le 9 janvier 2010 est sorti en France un coffret de réédition de l'album accompagné d'une réédition de De l'amour le mieux[14]. L'album s'est classé 117e du classement général pendant une semaine et est resté présent 5 semaines dans le top[14].